# Школа за бродарство, бродоградњу и хидроградњу Београд
Школа за бродарство, бродоградњу и хидроградњу Београд једна је од средњих школа у Београду. Налази се на општини Савски венац у улици Милоша Поцерца 2.
Школа за бродарство, бродоградњу и хидроградњу је једина школа у Србији која школује кадрове потребне за наутику, бродомашинство, бродоградњу и хидроградњу.

## Историја
Настанак школе датира из 1890. године када је основано и Српско бродарско друштво. Кадрови су се и то време оспособљавали на занатски начин или путем краћих курсева по потреби.

### После Првог светског рата
По завршетку Првог светског рата према мировном споразуму који је закључен у септембру 1919. године велики део пловног парка Аустроугарске монархије званично је додељен Краљевини Југославији. Овим догађајем Краљевина Југославија је добила велики пловни парк и тиме постала друга по величини и обиму флота на Дунаву. Овако јако бродарство по величини и обиму ће углавном подизати кадрове по концепцији и искуству Аустроугарског, Мађарског и Баварског бродарства.

### После Другог светског рата
После Другог светског рата у Београду се решењем Министарства саобраћаја ФНРЈ од 29. августа 1946. године отвара Бродарска школа са два одсека:
- наутички, за оспособљавање ученика у бродско–саобраћајној струци
- машински, за оспособљавање ученика у бродско-техничкој струци

Школа је интернатског типа и привремено је смештена у Карађорђевој улици 19. Започиње редовну наставу 1. октобра 1946. Школа је у то време била од савезног значаја. Следеће школске године 1947/48. школа се сели у Савску улицу бр. 25 и мења име у Бродарски техникум. Те године отварају се још два смера:
- бродограђевински, за оспособљавање ученика у бродограђевинској струци
- хидротехнички, за оспособљавање ученика у хидротехничкој струци

Школске 1949/50. Бродарски техникум добија ново име: Бродарско средњотехничкa школа, а мења јој се и трајање школовања на четири године. Године 1951. школа из саобраћајног ресора прелази у надлежност Савета за просвету и културу града Београда.

## Школа данас
После низа промена назива, школа од 1987. школа носи назив Школа за бродарство, бродоградњу и хидроградњу и налази се у Ул. Милоша Поцерца бр. 2.
Занимања са одговарајућим степенима стручности организована су као редовно и ванредно школовање, а постоји и организација наставе за пети степен стручности.
У школи се образује кадар за три подручја рада:
| Звања која су у систему редовног школовања | Звања која су у систему редовног школовања |
| Машинство и обрада метала                  | Трајање                                    |
| ------------------------------------------ | ------------------------------------------ |
| бродомашински техничар                     | 4 године                                   |
| бродограђевински техничар                  | 4 године                                   |
| Саобраћај                                  | Трајање                                    |
| наутички техничар - поморски смер          | 4 године                                   |
| наутички техничар - речни смер             | 4 године                                   |
| Геодезија и грађевинарство                 | Трајање                                    |
| грађевински техничар за хидроградњу        | 4 године                                   |

У школи се организују и припремни курсеви за стицање и признавање звања чланова посаде унутрашње пловидбе.
| Звања која више нису у систему редовног школовања | Звања која више нису у систему редовног школовања |
| Звање                                             | Трајање                                           |
| ------------------------------------------------- | ------------------------------------------------- |
| Бродомеханичар                                    | 3 године                                          |
| Бродовођа                                         | 3 године                                          |
| Бродоградитељ                                     | 3 године                                          |
| Бродомонтер                                       | 3 године                                          |

Школа је опремљена савременим наставним средствима и за све предмете настава је кабинетског типа. Поред редовног, омогућено је и ванредно школовање, као и програми преквалификације и доквалификације.

## Сертификат стандарда квалитета
Школа за бродарство, бродоградњу и хидроградњу је једина школа у Србији која има сертификат стандарда квалитета ИСО 9001:2001, добијен од Лојд регистара из Лондона (Lloyd's register quality assurance).
Уз то ова школа има сертификат стандарда квалитета ИСО 9001:2008, а од Новембра 2017. је сертификована по ИСО стандарду 9001:2015 од стране Биро Веритаса (Bureau Veritas).

### Фусноте
1. ↑  Историјат школе.
2. 1 2  Образовни профили.
3. ↑  Систем квалитета.

### Веб
- Историјат школе. „Историјат школе”. www.brodarska.edu.rs. Школа за бродарство, бродоградњу и хидроградњу. Приступљено 17. januar 2020.
- Систем квалитета. „Систем квалитета”. www.brodarska.edu.rs. Школа за бродарство, бродоградњу и хидроградњу. Приступљено 17. januar 2020.
- Образовни профили. „Образовни профили”. www.brodarska.edu.rs. Школа за бродарство, бродоградњу и хидроградњу. Приступљено 17. januar 2020.